# اكيشيقي كانيدا
اكيشيقي كانيدا (باليابانية: 兼田 亜季重) (26 فبراير 1990 في فوكوياما في اليابان – )؛ هو لاعب كرة قدم ياباني سابق كان يلعب كحارس مرمى.

## وصلات خارجية
- اكيشيقي كانيدا على موقع رابطة كرة القدم اليابانية للمحترفين (اليابانية)
- اكيشيقي كانيدا على موقع قاعدة بيانات كرة القدم.إي يو (الإنجليزية)
- اكيشيقي كانيدا على موقع Soccerway.com (الإنجليزية)
- اكيشيقي كانيدا على موقع عالم كرة القدم.نت (الإنجليزية)